# 95 Pułk Piechoty (austro-węgierski)
Galicyjski Pułk Piechoty Nr 95 (niem. Galizisches Infanterieregiment Nr. 95) – pułk piechoty cesarskiej i królewskiej armii. 

## Historia pułku
Pułk został sformowany 1 stycznia 1883 roku z połączenia czterech batalionów, które dotychczas wchodziły w skład pułku piechoty Nr: 15, 24, 41 i 58.
Okręg uzupełnień – Czortków (niem. Tschortkau) na terytorium 11 Korpusu.
Honorowymi szefami pułku byli kolejno:
- FML Ludwig Józef Jerzy Franciszek Cornaro (1885–1886),
- generał kawalerii Józef Rodakowski (1887 – †9 VI 1912),
- generał piechoty Hermann Kövess von Kövesshaza (1912–1918)[1].

Kolory pułkowe: amarantowy, guziki srebrne. Skład narodowościowy w 1914 roku 21% – Polacy, 70% – Rusini.
W latach 1903–1914 komenda pułku oraz 1. i 4. bataliony stacjonowały we Lwowie (niem. Lemberg), 3. batalion w Czortkowie. 2. batalion podlegał dyslokacjom: w 1908 roku został przeniesiony ze Lwowa do Kotoru, w 1909 roku do Prčanj (wł. Perzagno), w latach 1909–1910 stacjonował w Budvie (wł. Budua), a w latach 1911–1914 w Fočy.
W 1914 roku pułk (bez 2. batalionu) wchodził w skład 60 Brygady Piechoty należącej do 30 Dywizji Piechoty, natomiast 2. batalion był podporządkowany komendantowi 8 Brygady Górskiej należącej do 1 Dywizji Piechoty.
Bataliony pułku brały udział w walkach z Rosjanami w końcu 1914 i na początku 1915 roku w Galicji. Żołnierze pułku są pochowani m.in. na cmentarzach: nr 302 Żegocina, nr 192 Lubcza, nr 314 Bochnia, nr 277 Brzesko-Okocim oraz nr 279 Sterkowiec-Dziekanów.

## Żołnierze
Komendanci pułku
- płk Erwin Krismanic (1903)
- płk Johann Fabrizii (1904)
- płk Peter Sixl (1905–1908)
- płk Gustav Nestroy (1908–1910)
- płk Gustav Zimmermann (1910–1912)
- płk Alois von Bauer (1912–1914[1])

Oficerowie
- kpt. Marian Kijowski
- kpt. Leonard Petelenz
- kpt. Gustav Zieritz (1900–1912)
- por. Franz Böhme
- por. rez. Marcin Dragan
- por. rez. Bernard Mond
- por. rez. Władysław Oryszczak[a]
- por. rez. Jan Zakrzewski
- ppor. rez. Antoni Borzemski
- ppor. rez. Zygmunt Hołobut
- ppor. rez. Rudolf Indruch
- ppor. rez. Piotr Kaczała
- ppor. Jan Petri
- ppor. rez. Klemens Remer
- ppor. rez. Aleksander Zborzyl
- Walerian Wiczyński
- Marcin Wysocki
- starszy lekarz Ludwik Miłkowski-Baumbach (1902–1904)